# امباگاستنا
امباگاستنا (به لاتین: Ambagastenna) یک منطقهٔ مسکونی در سری‌لانکا است که در استان مرکزی (سری‌لانکا) واقع شده‌است.